# OKK Spars Sarajevo
OKK Spars ist ein bosnisch-herzegowinischer Basketballklub aus Sarajevo. Der Klub ist zurzeit einer der erfolgreichsten Basketballklubs aus Bosnien und Herzegowina. OKK Spars Sarajevo kämpft seit seiner Gründung im Jahr 2005 um den Aufstieg in die Überregionale ABA-Liga.

## Geschichte
OKK Spars Sarajevo wurde im Sommer 2005 gegründet. 